# 青藏铁路
青藏铁路（藏語：མཚོ་བོད་ལྕགས་ལམ་，威利转写：mtsho bod lcags lam）是中華人民共和國青海省西宁市至西藏自治區拉萨市的铁路，全长1971公里，为II级单线铁路，由青藏铁路公司管理及营运。鐵路沿線共設有45個車站，位於西藏境內的車站均充滿了藏族特色，且無一相同。全线桥隧总长约占线路总长的8%，格尔木至拉萨段的冻土层行車時速最高為100公里，非冻土层时速最高160公里。目前旅客列车全程行車時間約為21小時。1958年9月，青藏鐵路首次動工；1984年7月30日，一期工程通車；2006年7月1日，全線正式通車。

## 线路概要
青藏铁路起于青海省省会西宁，向西经湟源、海晏，沿青海湖北缘绕行，经德令哈至锡铁山，南折与315国道并行后到达柴達木盆地中的格尔木。由格爾木南行起攀上崑崙山，穿越可可西里，经過風火山、唐古拉山，進入西藏的安多、那曲、當雄，最后终到西藏自治區首府拉薩。格拉段开站58处（含格尔木站）。
线路上主要采用NJ2型内燃机车、俗称雪域神舟的DF8B型内燃机车、HXN3型内燃机车作为牵引车头。使用NJ2进行3机牵引为3000吨（每班5名机车乘务员），双机牵引2000吨。由于站间距过大（最大46.7km），至2013年控制区段运能利用率最大已达96%。平行运行图能力仅为每天12.5对。
2023年7月1日，时速160公里的复兴号动车组在青藏铁路西宁至格尔木段正式投用，标志着青藏铁路进入动车时代。

### 經過車站
| 车站                 | 所在地区   | 所在地区 | 所在地区   | 西寧起计里程 （公里） | 海拔 （米） | 连接铁路              | 规模    | 备注                                                                               |
| -------------------- | ---------- | -------- | ---------- | --------------------- | ----------- | --------------------- | ------- | ---------------------------------------------------------------------------------- |
| 西寧                 | 青海省     | 西宁市   | 城東區     | 0                     | 2275        | 兰青铁路 兰新客运专线 | 9台21線 |                                                                                    |
| 小桥                 | 青海省     | 西宁市   | 城北區     | 5                     |             | 宁大铁路              |         |                                                                                    |
| 西宁西               | 青海省     | 西宁市   | 城北區     | 14                    |             |                       | 3台5線  |                                                                                    |
| 双寨                 | 青海省     | 西宁市   | 湟中区     | 24                    |             |                       |         |                                                                                    |
| 扎麻隆               | 青海省     | 西宁市   | 湟中区     | 35                    |             |                       |         |                                                                                    |
| 石崖庄               | 青海省     | 西宁市   | 湟中区     | 48                    |             |                       |         |                                                                                    |
| 湟源                 | 青海省     | 西宁市   | 湟源县     | 58                    |             |                       |         |                                                                                    |
| 申中                 | 青海省     | 西宁市   | 湟源县     | 67                    |             |                       |         |                                                                                    |
| 岳家村               | 青海省     | 海北州   | 海晏县     | 85                    |             |                       |         |                                                                                    |
| 海晏                 | 青海省     | 海北州   | 海晏县     | 97                    |             | 西海鐵路              |         |                                                                                    |
| 黄草庄               | 青海省     | 海北州   | 海晏县     | 108                   |             |                       |         |                                                                                    |
| 克土                 | 青海省     | 海北州   | 海晏县     | 121                   |             |                       |         |                                                                                    |
| 青海湖               | 青海省     | 海北州   | 海晏县     | 133                   |             |                       |         |                                                                                    |
| 托勒                 | 青海省     | 海北州   | 海晏县     | 143                   |             |                       |         |                                                                                    |
| 哈尔盖               | 青海省     | 海北州   | 刚察县     | 176                   |             | 柴达尔铁路            |         |                                                                                    |
| 刚察                 | 青海省     | 海北州   | 刚察县     | 207                   |             |                       |         |                                                                                    |
| 鸟岛                 | 青海省     | 海北州   | 刚察县     | 241                   |             |                       |         |                                                                                    |
| 江河                 | 青海省     | 海北州   | 刚察县     | 268                   |             |                       |         |                                                                                    |
| 峻河                 | 青海省     | 海西州   | 天峻县     | 283                   |             |                       |         |                                                                                    |
| 天峻                 | 青海省     | 海西州   | 天峻县     | 293                   |             |                       |         |                                                                                    |
| 鹿芒                 | 青海省     | 海西州   | 天峻县     | 299                   |             |                       |         | 駛經老关角隧道，現已停用，由新關角隧道取代此路段                                   |
| 天峻                 | 青海省     | 海西州   | 天峻县     | 310                   |             |                       |         | 駛經老关角隧道，現已停用，由新關角隧道取代此路段                                   |
| 关角                 | 青海省     | 海西州   | 天峻县     | 322                   |             |                       |         | 駛經老关角隧道，現已停用，由新關角隧道取代此路段                                   |
| 南山                 | 青海省     | 海西州   | 天峻县     | 333                   |             |                       |         | 駛經老关角隧道，現已停用，由新關角隧道取代此路段                                   |
| 二郎                 | 青海省     | 海西州   | 乌兰县     | 345                   |             |                       |         | 駛經老关角隧道，現已停用，由新關角隧道取代此路段                                   |
| 洛北                 | 青海省     | 海西州   | 乌兰县     | 357                   |             |                       |         | 駛經老关角隧道，現已停用，由新關角隧道取代此路段                                   |
| 察汗诺               | 青海省     | 海西州   | 乌兰县     | 368                   |             | 茶卡铁路              |         |                                                                                    |
| 都兰寺               | 青海省     | 海西州   | 乌兰县     | 384                   |             |                       |         |                                                                                    |
| 尕巴                 | 青海省     | 海西州   | 乌兰县     | 397                   |             |                       |         |                                                                                    |
| 乌兰                 | 青海省     | 海西州   | 乌兰县     | 406                   |             |                       |         |                                                                                    |
| 柯柯                 | 青海省     | 海西州   | 乌兰县     | 425                   |             |                       |         |                                                                                    |
| 陶力                 | 青海省     | 海西州   | 德令哈市   | 481                   |             |                       |         |                                                                                    |
| 德令哈               | 青海省     | 海西州   | 德令哈市   | 517                   |             |                       | 2台4線  |                                                                                    |
| 连湖                 | 青海省     | 海西州   | 德令哈市   | 573                   |             |                       |         |                                                                                    |
| 托素湖               | 青海省     | 海西州   | 德令哈市   | 581                   |             |                       |         |                                                                                    |
| 泉水梁               | 青海省     | 海西州   | 德令哈市   | 593                   |             |                       |         |                                                                                    |
| 浩鲁格               | 青海省     | 海西州   | 德令哈市   | 604                   |             |                       |         |                                                                                    |
| 欧龙山               | 青海省     | 海西州   | 德令哈市   | 628                   |             |                       |         |                                                                                    |
| 饮马峡               | 青海省     | 海西州   | 大柴旦镇   | 675                   |             | 敦格铁路              |         |                                                                                    |
| 泉吉峡               | 青海省     | 海西州   | 大柴旦镇   | 687                   |             |                       |         |                                                                                    |
| 锡铁山               | 青海省     | 海西州   | 大柴旦镇   | 698                   |             |                       |         |                                                                                    |
| 临山                 | 青海省     | 海西州   | 大柴旦镇   | 711                   |             |                       |         |                                                                                    |
| 达布逊，跨察尔汗盐湖 | 青海省     | 海西州   | 格尔木市   | 750                   |             |                       |         |                                                                                    |
| 察尔汗               | 青海省     | 海西州   | 格尔木市   | 763                   |             |                       |         |                                                                                    |
| 格尔木东             | 青海省     | 海西州   | 格尔木市   | 822                   |             |                       |         |                                                                                    |
| 格尔木站             | 青海省     | 海西州   | 格尔木市   | 830                   | 2828        | 格库铁路              | 3台5線  | 此站以南為單線鐵路                                                                 |
| 格尔木南             | 青海省     | 海西州   | 格尔木市   |                       |             | 格库铁路              |         |                                                                                    |
| 南山口               | 青海省     | 海西州   | 格尔木市   | 857                   | 3080        |                       |         |                                                                                    |
| 甘隆                 | 青海省     | 海西州   | 格尔木市   | 881                   | 3309        |                       |         |                                                                                    |
| 昆仑桥               | 青海省     | 海西州   | 格尔木市   |                       |             |                       |         |                                                                                    |
| 纳赤台               | 青海省     | 海西州   | 格尔木市   | 914                   | 3575        |                       |         |                                                                                    |
| 小南川               | 青海省     | 海西州   | 格尔木市   | 937                   | 3832        |                       |         |                                                                                    |
| 玉珠峰               | 青海省     | 海西州   | 格尔木市   | 955                   | 4195        |                       |         |                                                                                    |
| 望昆                 | 青海省     | 玉樹州   | 治多县     | 973                   | 4484        |                       |         |                                                                                    |
| 昆仑山               | 青海省     | 玉樹州   | 治多县     |                       |             |                       |         |                                                                                    |
| 不冻泉               | 青海省     | 玉樹州   | 治多县     | 1010                  | 4611        |                       |         |                                                                                    |
| 清水河               | 青海省     | 玉樹州   | 治多县     |                       |             |                       |         |                                                                                    |
| 楚玛尔河             | 青海省     | 玉樹州   | 治多县     | 1056                  | 4495        |                       |         |                                                                                    |
| 可可西里             | 青海省     | 玉樹州   | 治多县     |                       |             |                       |         |                                                                                    |
| 五道梁               | 青海省     | 玉樹州   | 治多县     | 1100                  | 4636        |                       |         |                                                                                    |
| 曲吾                 | 青海省     | 玉樹州   | 治多县     |                       |             |                       |         |                                                                                    |
| 秀水河               | 青海省     | 玉樹州   | 治多县     | 1138                  | 4570        |                       |         |                                                                                    |
| 风火山               | 青海省     | 玉樹州   | 治多县     |                       |             |                       |         |                                                                                    |
| 江克栋               | 青海省     | 玉樹州   | 治多县     | 1174                  | 4778        |                       |         |                                                                                    |
| 日阿尺曲             | 青海省     | 玉樹州   | 治多县     | 1196                  | 4584        |                       |         |                                                                                    |
| 乌丽                 | 青海省     | 玉樹州   | 治多县     | 1220                  |             |                       |         |                                                                                    |
| 沱沱河               | 青海省     | 海西州   | 格尔木市   | 1239                  | 4547        |                       |         |                                                                                    |
| 开心岭               | 青海省     | 海西州   | 格尔木市   | 1260                  |             |                       |         |                                                                                    |
| 通天河               | 西藏自治区 | 那曲市   | 安多县     | 1281                  | 4598        |                       |         | 实际位于青海省海西州格尔木市唐古拉山镇境内，由西藏自治区那曲市安多县雁石坪镇管理。 |
| 塘岗                 | 西藏自治区 | 那曲市   | 安多县     | 1309                  |             |                       |         | 实际位于青海省海西州格尔木市唐古拉山镇境内，由西藏自治区那曲市安多县雁石坪镇管理。 |
| 雁石坪               | 西藏自治区 | 那曲市   | 安多县     | 1322                  | 4721        |                       |         | 实际位于青海省海西州格尔木市唐古拉山镇境内，由西藏自治区那曲市安多县雁石坪镇管理。 |
| 布玛德               | 西藏自治区 | 那曲市   | 安多县     | 1356                  |             |                       |         | 实际位于青海省海西州格尔木市唐古拉山镇境内，由西藏自治区那曲市安多县雁石坪镇管理。 |
| 布强格               | 西藏自治区 | 那曲市   | 安多县     | 1380                  | 4823        |                       |         | 实际位于青海省海西州格尔木市唐古拉山镇境内，由西藏自治区那曲市安多县雁石坪镇管理。 |
| 唐古拉北             | 西藏自治区 | 那曲市   | 安多县     | 1404                  |             |                       |         | 实际位于青海省海西州格尔木市唐古拉山镇境内，由西藏自治区那曲市安多县雁石坪镇管理。 |
| 唐古拉               | 西藏自治区 | 那曲市   | 安多县     | 1421                  | 5072        |                       | 1台3線  |                                                                                    |
| 唐古拉南             | 西藏自治区 | 那曲市   | 安多县     | 1441                  |             |                       |         |                                                                                    |
| 扎加藏布             | 西藏自治区 | 那曲市   | 安多县     | 1460                  | 4886        |                       |         |                                                                                    |
| 托居                 | 西藏自治区 | 那曲市   | 安多县     | 1499                  | 4891        |                       |         |                                                                                    |
| 安多                 | 西藏自治区 | 那曲市   | 安多县     | 1529                  | 4702        |                       | 2台4線  |                                                                                    |
| 措那湖               | 西藏自治区 | 那曲市   | 安多县     | 1553                  | 4594        |                       |         |                                                                                    |
| 联通河               | 西藏自治区 | 那曲市   | 安多县     | 1574                  |             |                       |         |                                                                                    |
| 底吾玛               | 西藏自治区 | 那曲市   | 安多县     | 1593                  | 4585        |                       |         |                                                                                    |
| 嘎加恰               | 西藏自治区 | 那曲市   | 安多县     |                       |             |                       |         |                                                                                    |
| 岗秀                 | 西藏自治区 | 那曲市   | 色尼区     | 1632                  | 4646        |                       |         |                                                                                    |
| 那曲                 | 西藏自治区 | 那曲市   | 色尼区     | 1655                  | 4513        |                       | 2台5線  |                                                                                    |
| 罗玛                 | 西藏自治区 | 那曲市   | 色尼区     |                       |             |                       |         |                                                                                    |
| 妥如                 | 西藏自治区 | 那曲市   | 色尼区     | 1691                  | 4578        |                       |         |                                                                                    |
| 桑雄                 | 西藏自治区 | 那曲市   | 色尼区     | 1713                  |             |                       |         |                                                                                    |
| 古露                 | 西藏自治区 | 那曲市   | 色尼区     | 1735                  | 4673        |                       |         |                                                                                    |
| 桑利                 | 西藏自治区 | 那曲市   | 色尼区     |                       |             |                       |         |                                                                                    |
| 乌玛塘               | 西藏自治区 | 拉萨市   | 当雄县     | 1775                  | 4502        |                       |         |                                                                                    |
| 龙仁                 | 西藏自治区 | 拉萨市   | 当雄县     |                       |             |                       |         |                                                                                    |
| 當雄                 | 西藏自治区 | 拉萨市   | 当雄县     | 1815                  | 4293        |                       |         |                                                                                    |
| 宁中                 | 西藏自治区 | 拉萨市   | 当雄县     |                       |             |                       |         |                                                                                    |
| 达琼果               | 西藏自治区 | 拉萨市   | 当雄县     | 1845                  | 4327        |                       |         |                                                                                    |
| 羊八林               | 西藏自治区 | 拉萨市   | 当雄县     | 1864                  |             |                       |         |                                                                                    |
| 羊八井               | 西藏自治区 | 拉萨市   | 堆龙德庆区 | 1881                  | 4306        |                       |         |                                                                                    |
| 昂嘎                 | 西藏自治区 | 拉萨市   | 堆龙德庆区 | 1901                  |             |                       |         |                                                                                    |
| 马乡                 | 西藏自治区 | 拉萨市   | 堆龙德庆区 | 1913                  | 3924        |                       |         |                                                                                    |
| 古荣                 | 西藏自治区 | 拉萨市   | 堆龙德庆区 | 1930                  |             |                       |         |                                                                                    |
| 拉萨西               | 西藏自治区 | 拉萨市   | 堆龙德庆区 | 1953                  | 3664        |                       |         |                                                                                    |
| 拉薩                 | 西藏自治区 | 拉萨市   | 堆龙德庆区 | 1956                  | 3641        | 拉日铁路 拉林铁路     | 6台10線 |                                                                                    |

## 铁路运输

### 铁路客运
目前青藏铁路每日运行6对（Z21/2北京西-拉萨、Z163/6 上海-拉萨、Z263/6 广州-拉萨（西宁站换乘）、Z322/Z223成都/重庆北-拉萨、Z917/6801 918/6802 西安/西宁-拉萨）固定旅客列车，其中4对（8趟）在拉萨站到发（包括3对隔日开行列车），另外2对为来往西宁和格尔木的列车。格尔木至拉萨段除硬座外实行上浮票价，按同等级、车型的软座、硬卧、软卧分别上浮每人每公里0.09、0.10、0.16元。2012年拉萨站到达旅客102万人，发送旅客87.7万人。客流高度集中在每年6-9月。

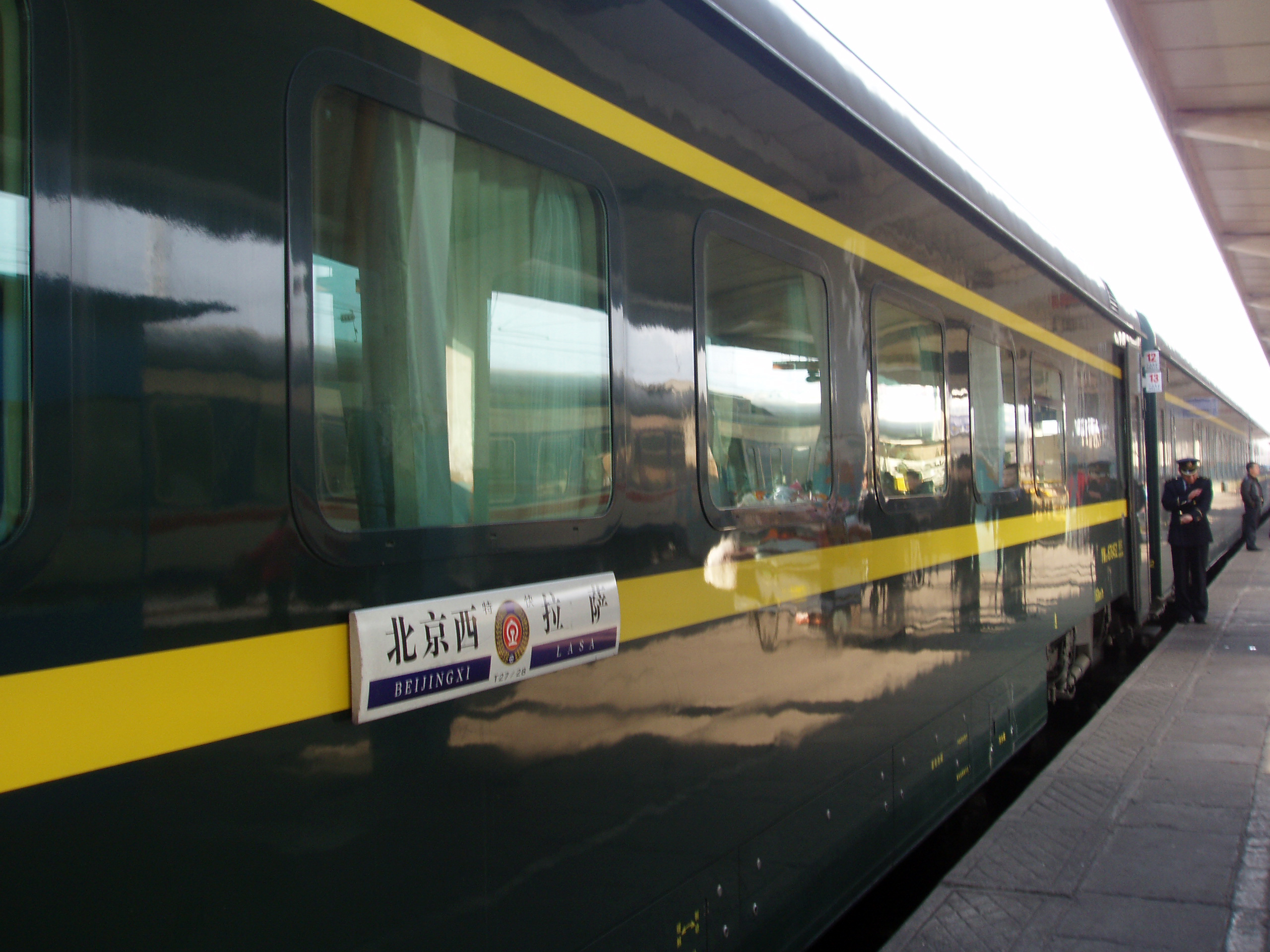
装有防压差车窗和供氧设施的特殊车厢

由拉萨站始发的旅客列车均采用经特殊设计以适应高原环境的25T高原型客车，客车由青岛四方庞巴迪铁路运输设备有限公司（BST）（原庞巴迪·四方·鲍尔铁路运输设备有限公司 （BSP））或中国南车集团南京浦镇车辆厂制造。全封闭式的车厢采用弥散式供氧与分布吸氧方式，提高车内氧气含量至23.5%，透过分布式供氧，如果有旅客需要更多的氧气，可以随时取用设置于车厢各处的吸氧管，以免出现高原反应。厕所内有集便器，车内又装有废物、废水和垃圾回收装置，以免污染环境，由於厢内提供弥散性供氧，所以车厢内一般禁止吸烟。。餐车使用电磁炉，也不会产生油烟。而面对青藏高原风沙大、紫外线强的自然环境，列车车窗的防压差双层玻璃都装有防紫外线贴膜。此外，车厢内装饰都有明显的藏族特色，色彩以藏青色、藏红色为主，车厢内电子显示屏会用藏、汉、英三种文字播出车内温度、列车时速、到站信息等相关内容，而车内所有标示也都采用了这三种文字，以方便旅客。当列车运行在青藏铁路西宁至格尔木段，会由1台配属青藏宁段的和谐1D型电力机车牵引，而格尔木至拉萨段会以2台或者3台通用电气NJ2型重联牵引。
为了保障旅客健康安全，售票点出售往拉萨的车票时会免費提供「旅客健康登记卡」，旅客上车時，需持有效車票和健康登記卡才能進站上車。根据铁道部发出的「高原旅客提示」，凡有心臟病、慢性呼吸系統疾病、糖尿病、重感冒等疾病的旅客，不宜進入三千公尺以上高海拔地區旅行。
青藏鐵路於2015年的旅客運送量為2338.4万人。
2023年6月23日，青藏铁路西宁至格尔木段动车组试验列车上线运行。7月1日，复兴号CR200J型动车组正式在青藏铁路西格段投入服務，同時青藏铁路西格段全程提速至160km/h。

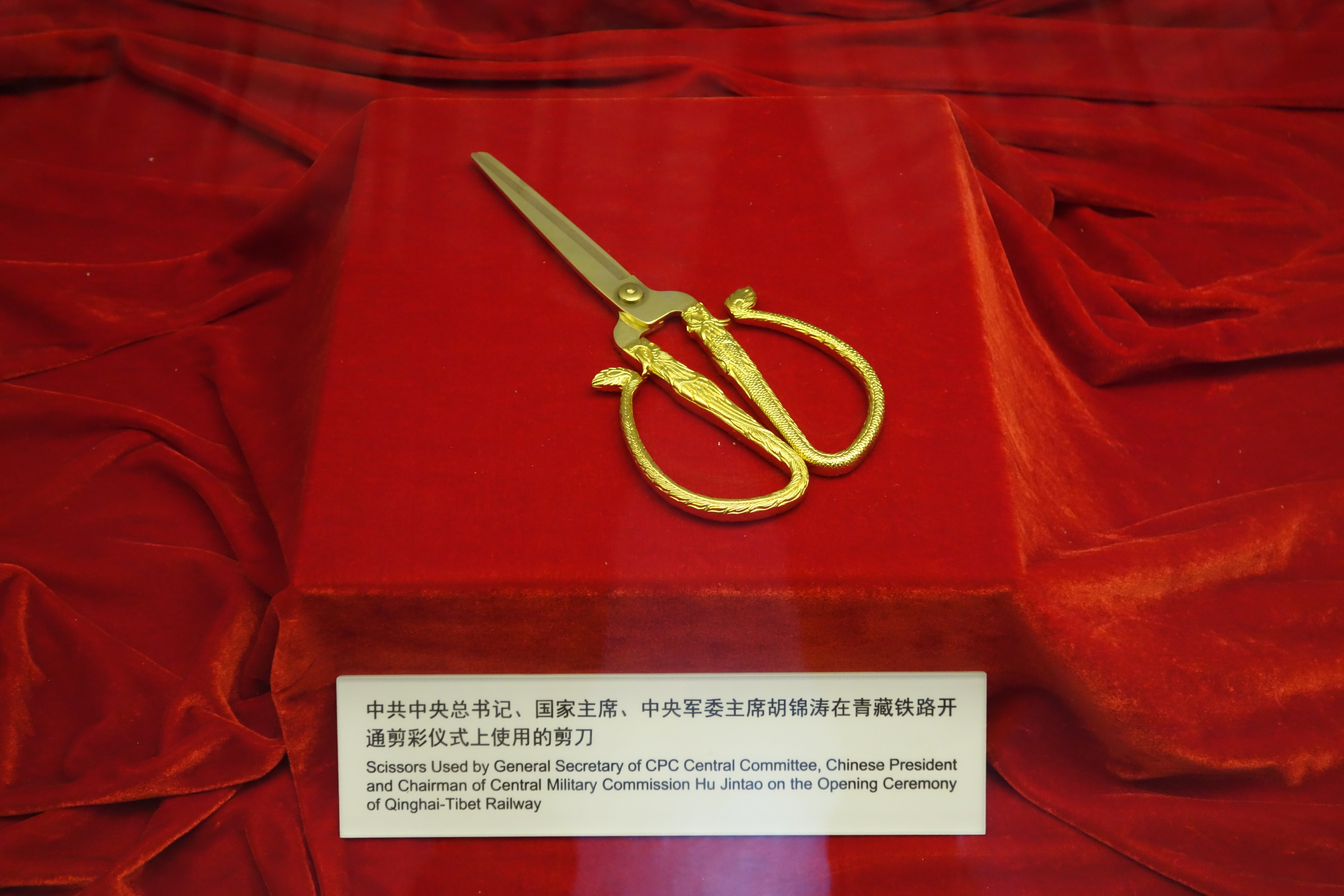
通車剪綵用的剪刀
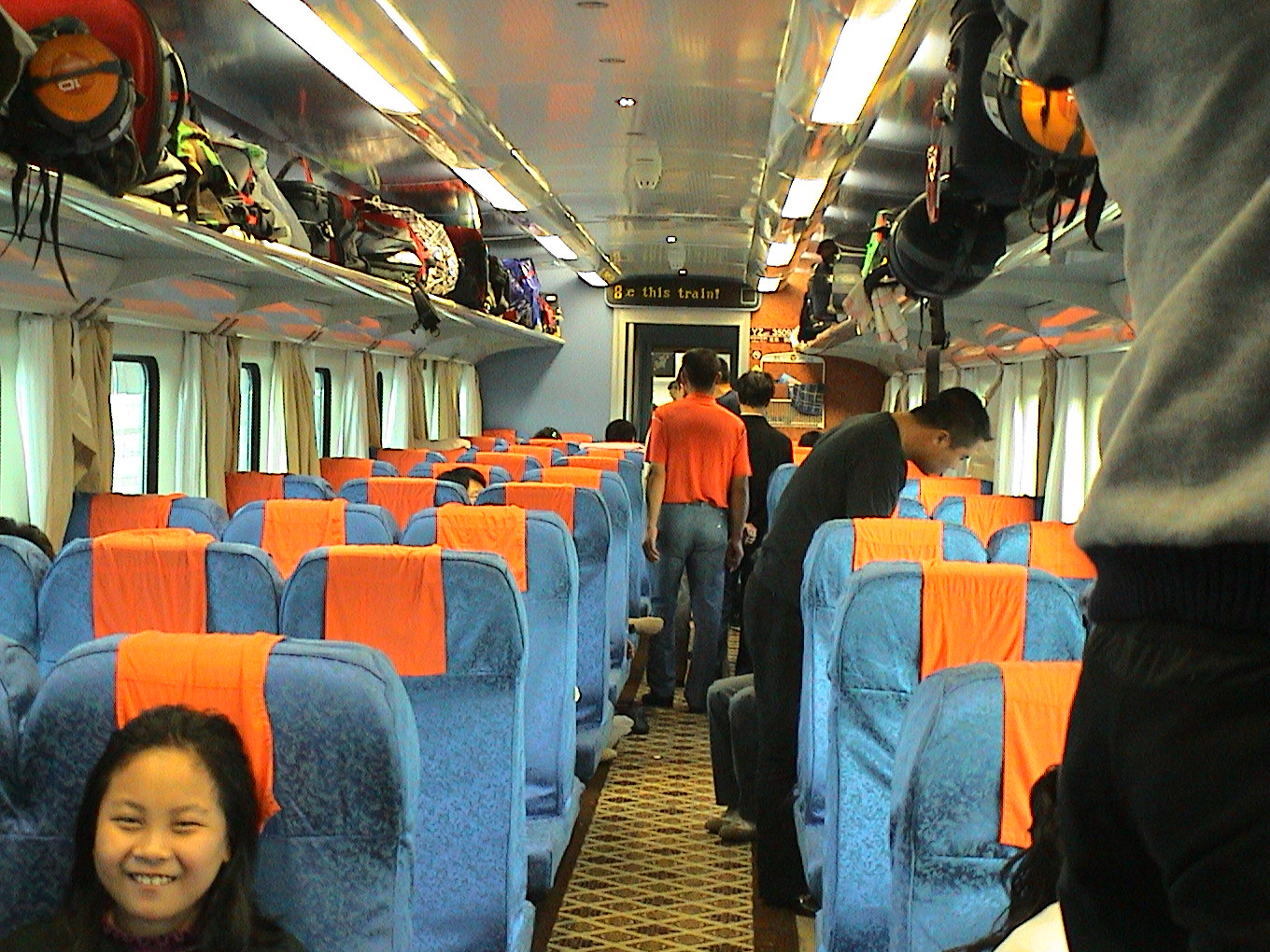
硬座车
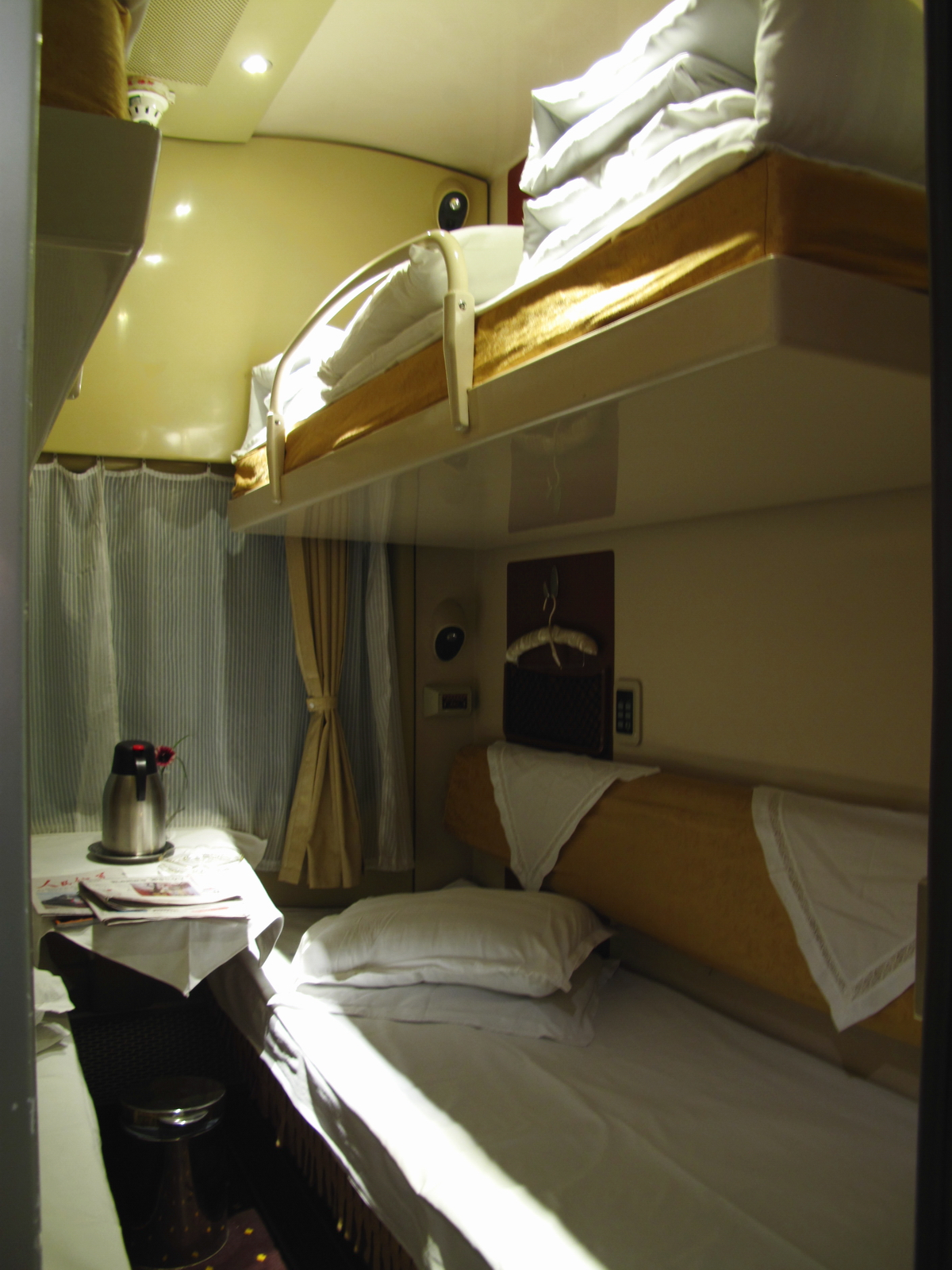
软卧车包厢
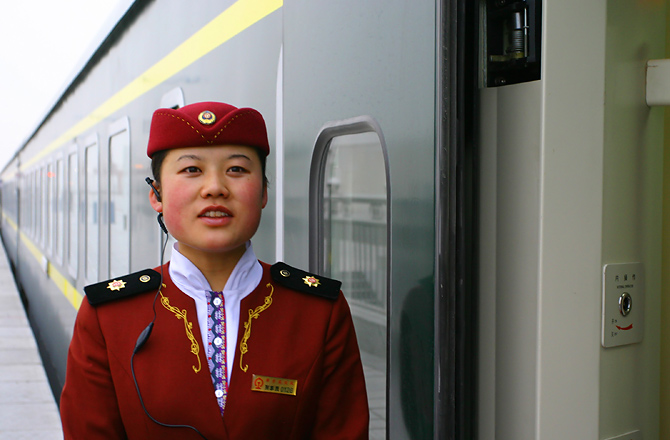
隨車服務員
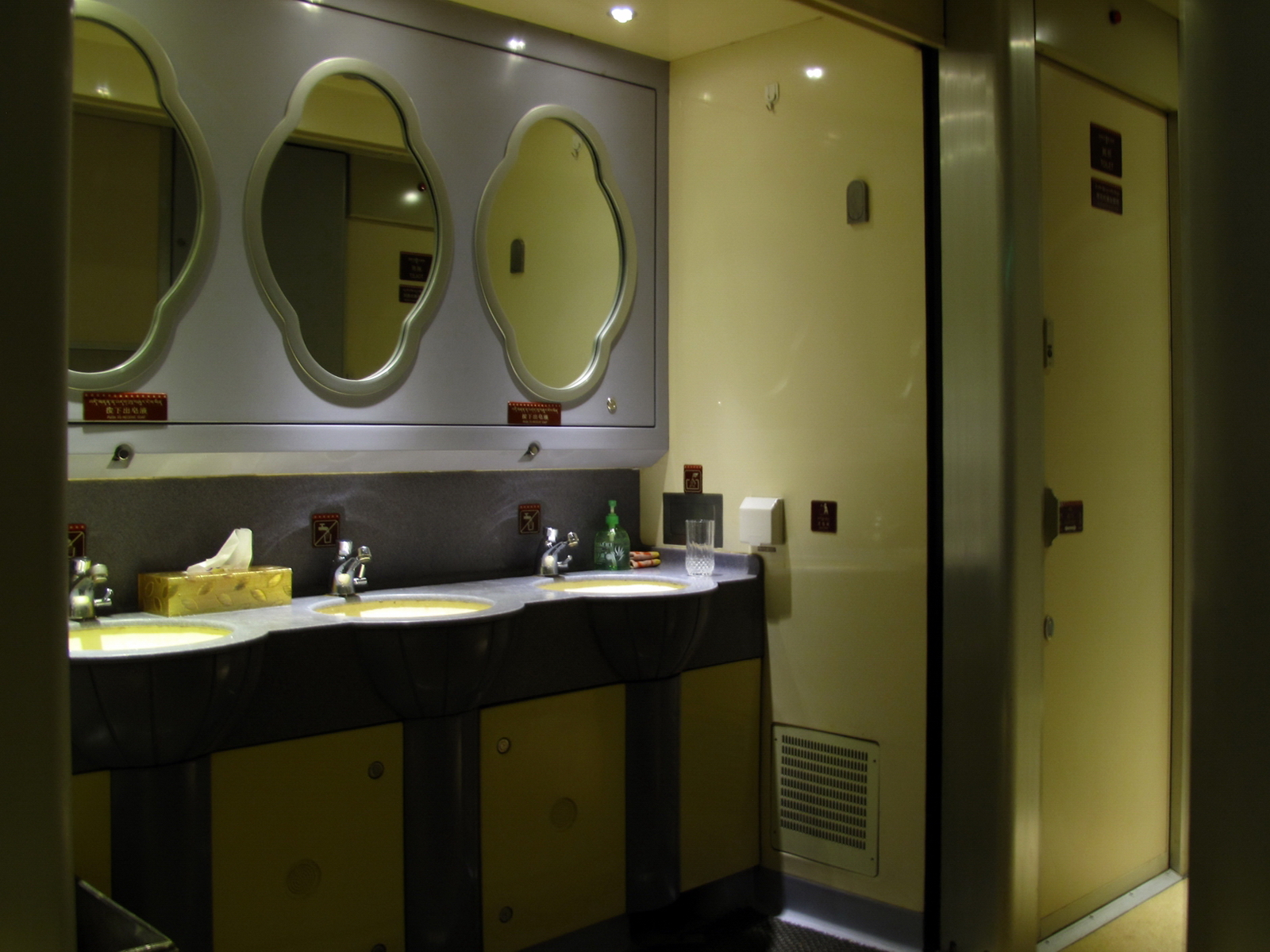
青藏高原型RW25T(BSP制)软卧车内部洗漱间
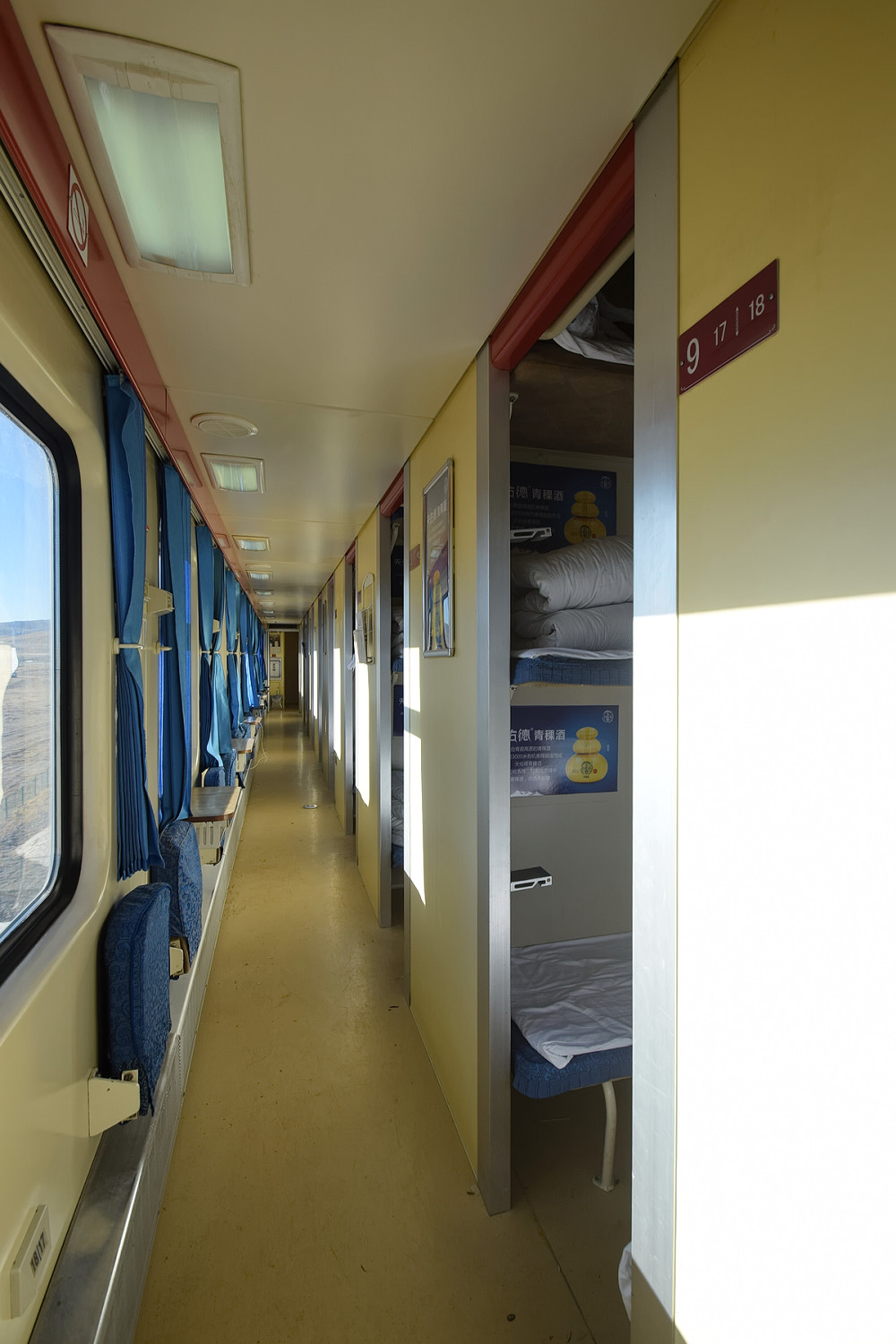
青藏高原型YW25T(南车四方)硬卧车厢通道
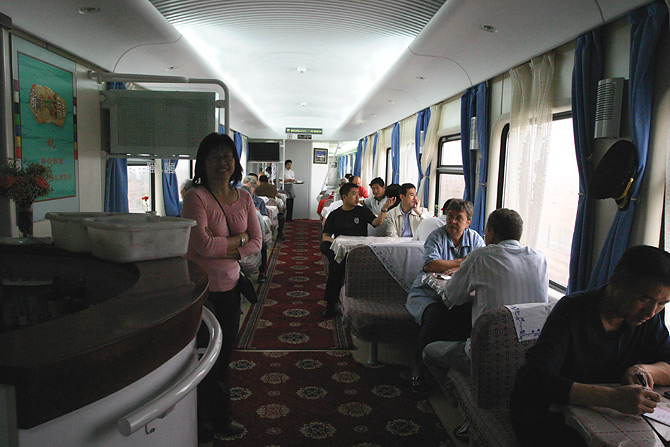
餐车
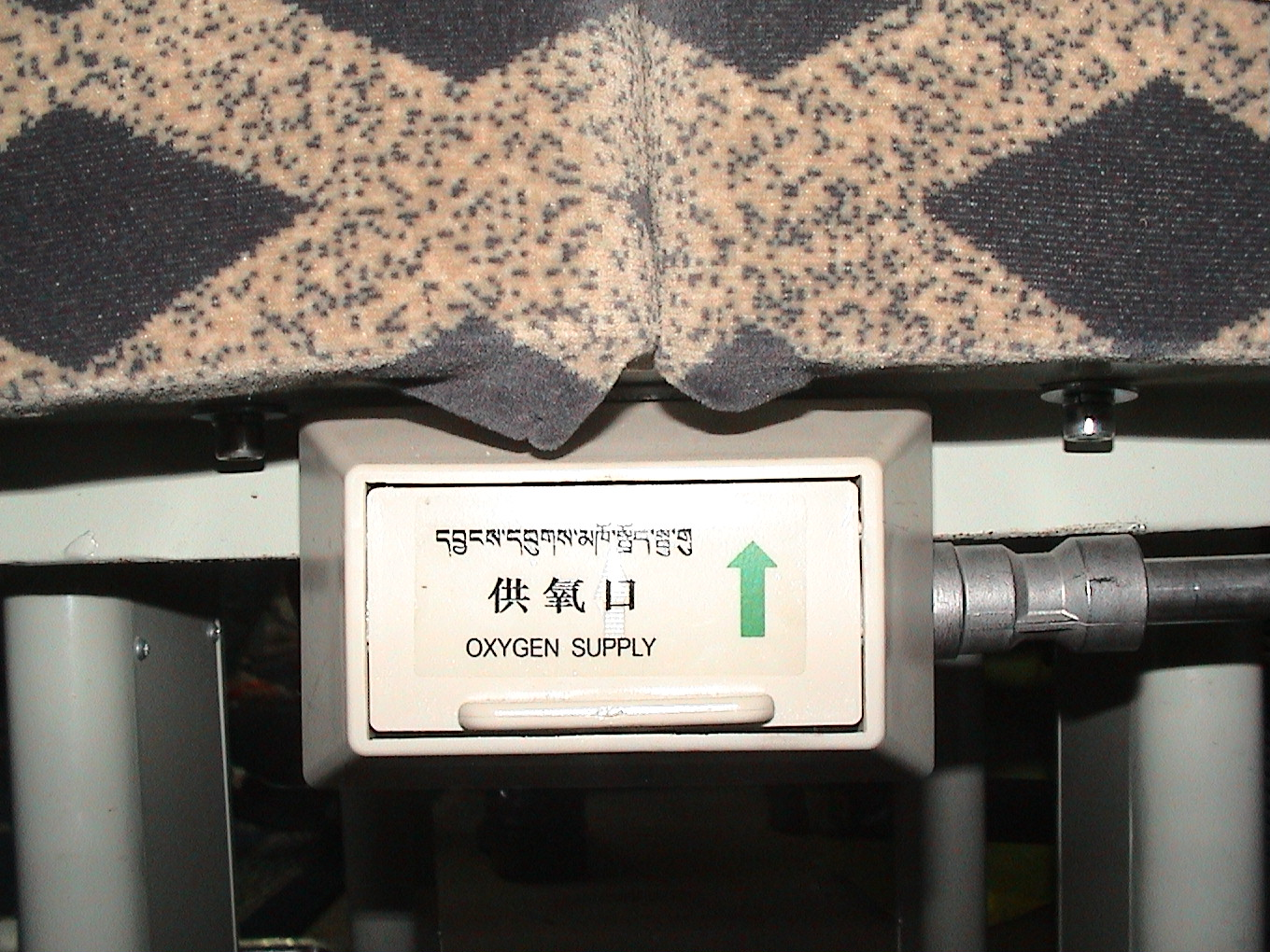
每个位子都有供氧口
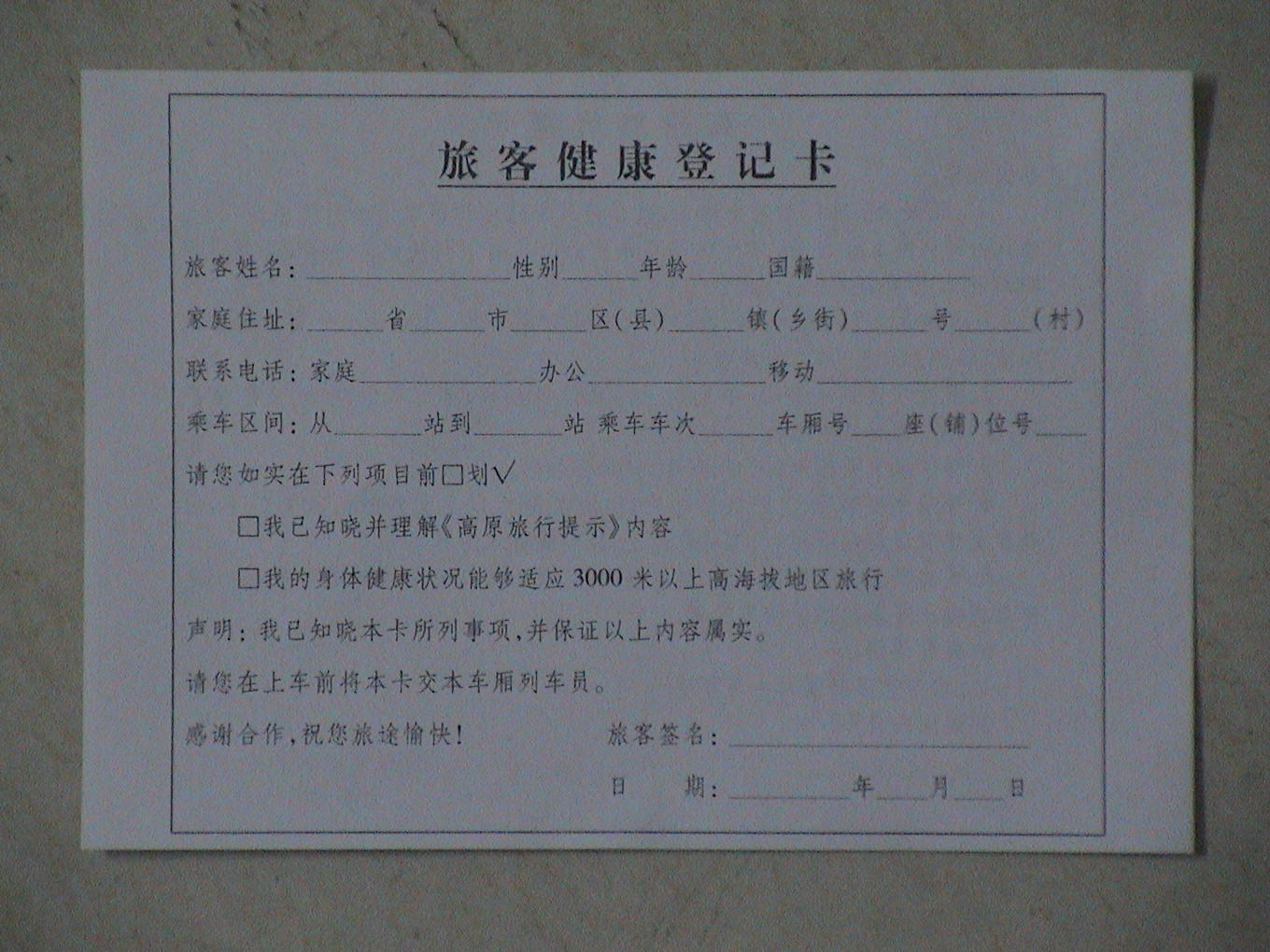
旅客健康登记卡
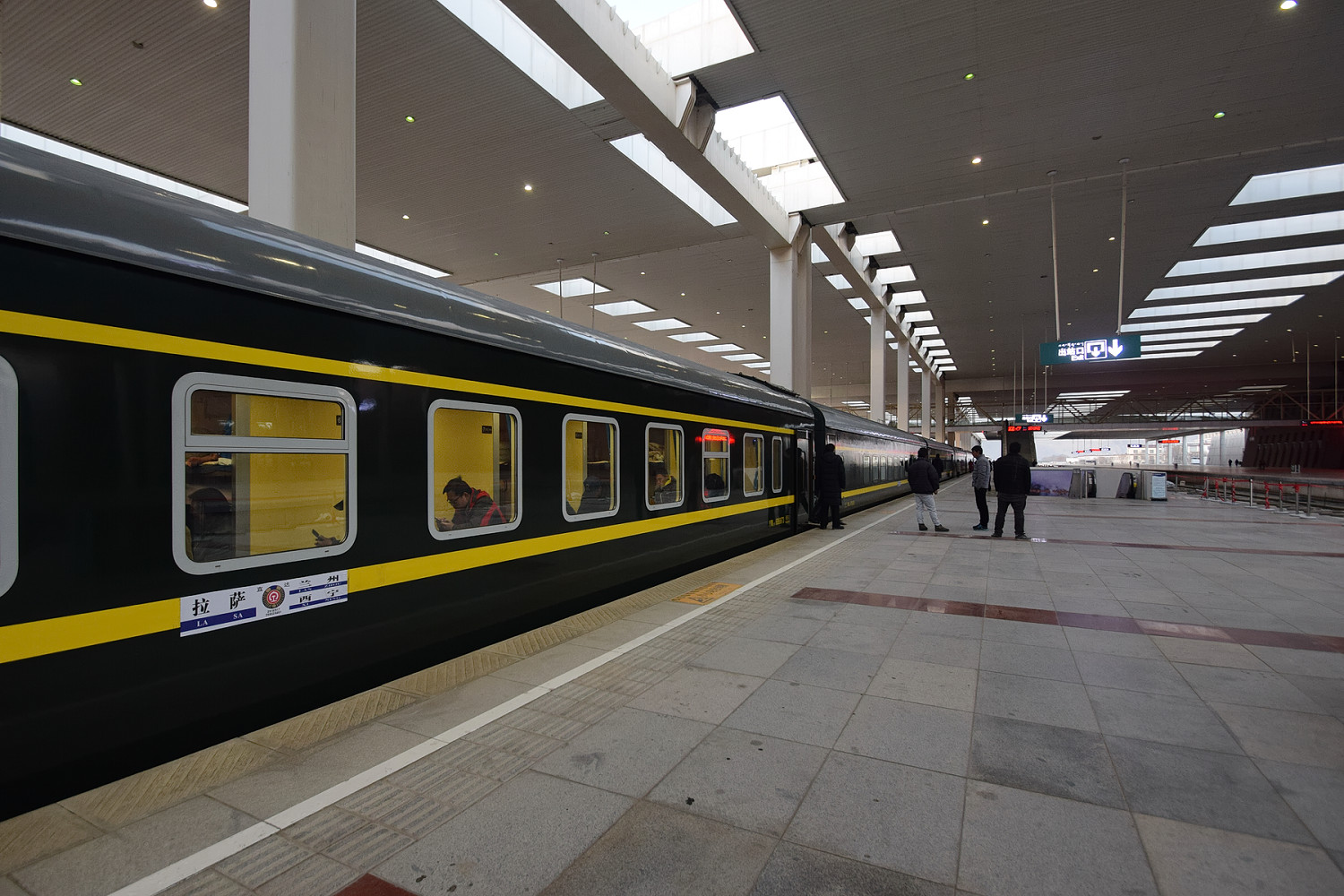
部分列车车次同時使用BSP及南车四方青藏高原型25T型客車
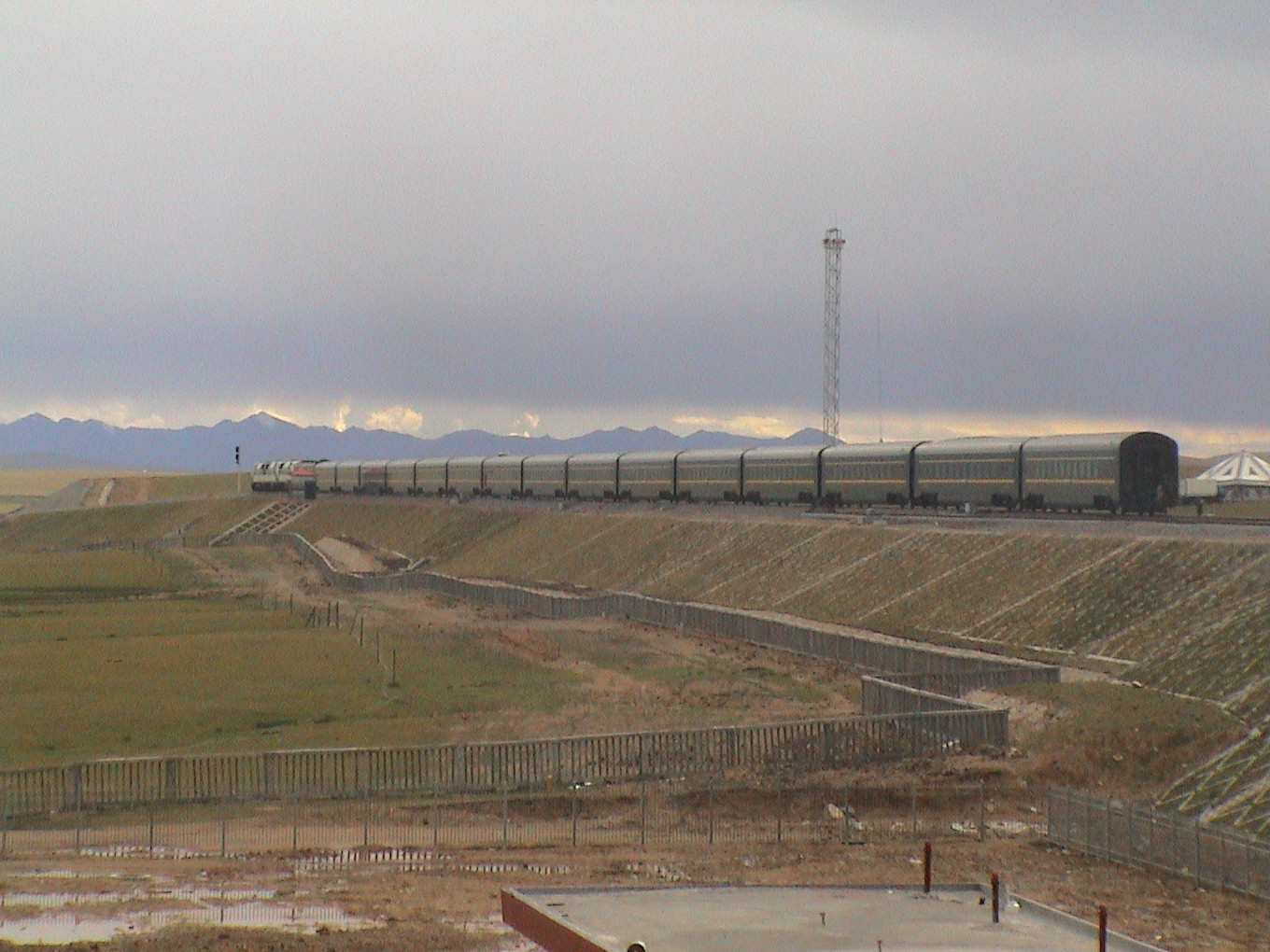
Z21次特快运行在青藏线上
- 2020年5月26日，“老司机”宇兴文青藏铁路行车30年：安全是重中之重

#### 唐古拉旅游列车
早于2005年，加拿大投资公司TZG Partners的子公司Rail Partners已經和中國鐵道部签订合同，該公司將与青藏铁路公司共同出资设立合资公司——唐古拉旅游列车有限公司，并与旅行社開發從北京到拉薩的豪華鐵路旅遊。计划每3天开出一班，全程5天，中途在西安等地停留。列车共设12节套房车厢，并配有1节观光车厢。在豪華列車上每个房间都是按照五星级宾馆的标准设计，將有24小時管家服務、双人床、正式的衛生間、大屏幕電視，以及超大的全景車窗，列车上的服务由凯宾斯基酒店管理集团承办。 由于豪华铁路旅游这一观念目前在中国国内还未被广泛接受，服務推出初期的目標顧客是欧美地区的富裕階層人士，根据2008年初TZG Partners公司表示，北京至拉萨5天4晚的行程约为每人5500美元，折合人民币将近3万元，每位遊客預計費用每天1000美元，每趟列车的乘客仅有100多人。Rail Partners已确定从青岛四方－庞巴迪－鲍尔铁路运输设备有限公司购买51节豪华客车。而这个耗资1.5亿美元的服务也标志着外资首度进入中国铁路运输市场。
这项铁路旅游服务原預計將在2008年9月1日開始服務，但后来因故延期至2009年4月，然而至2009年3月，又宣布推遲到2010年春天，有可能因环球金融危机所致。然而至今尚未開行，其定制的RW19T车底至今仍封存在青岛四方庞巴迪厂。

### 铁路货运

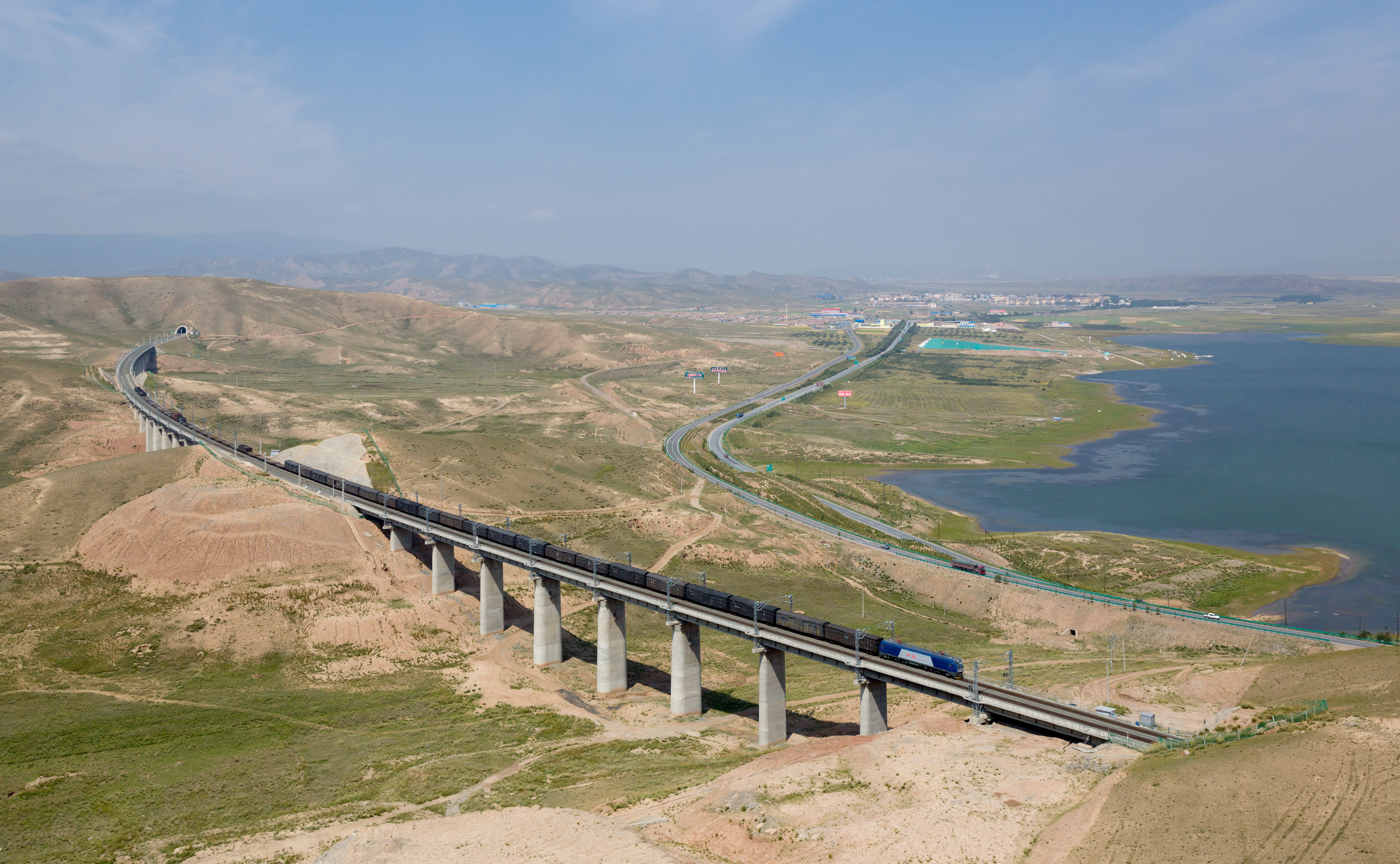
行驶在青藏铁路海晏段的货运列车

青藏铁路在格尔木、南山口、安多、那曲、当雄、拉萨西6个车站辦理货运业务，货运物资运价为每吨/公里0.12元人民币，运营成本为每吨/公里0.15-0.18元人民币。货物列车于青藏铁路会以多台通用电气NJ2型、DF8B型高原型“雪域神州號”或和谐3型高原型柴油机车重联牵引。
青藏铁路格拉段的拉萨西站，2012年货运量达到356.6万吨，其中进藏275.6万吨，出藏81万吨；2020年到达货运量614.7万吨，发送货运量49.1万吨。而西藏第一個鐵路、公路貨運樞紐型物流基地——那曲物流基地在2009年6月17日竣工，以提高西藏物资运输效率，强化青藏鐵路的輻射作用。
青藏鐵路於2015年的貨物運送量為4404.9万吨

## 工程建设

### 歷史

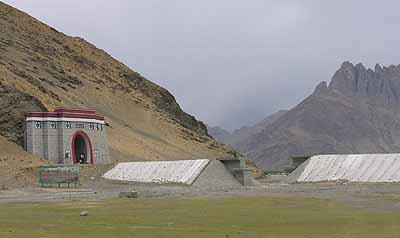
柳梧隧道

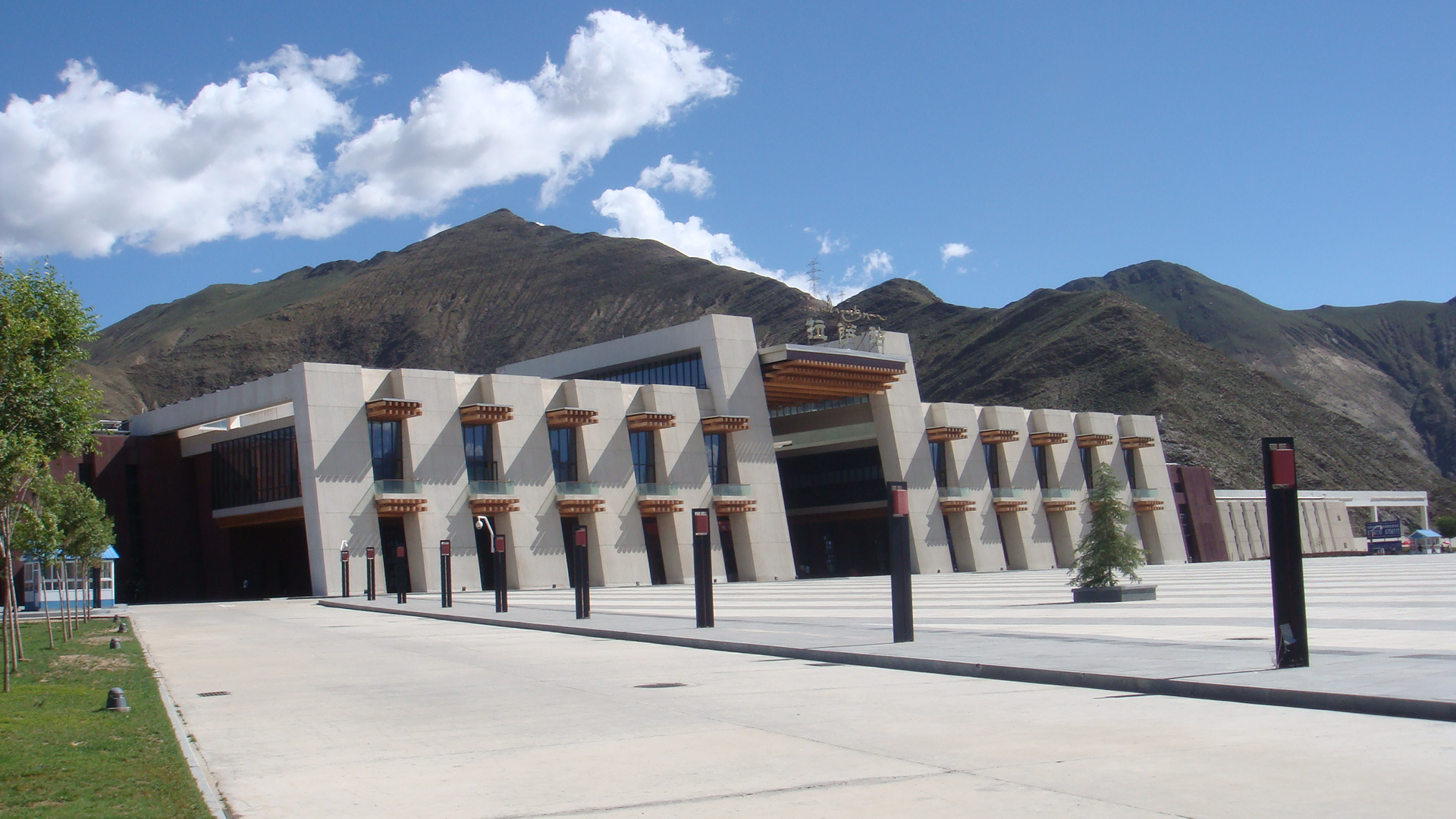
拉萨站

早在1920年由孙中山发表的《实业计划》中，就已经有通往西藏的高原鐵路建设计划，并提出蘭州至西藏、成都至西藏、于田至西藏等方案，但当时中国的国力、技术，均不具备建设高原铁路的条件。
從1949年中华人民共和国成立，1952年中國人民解放軍進入西藏之後，中華人民共和國政府就計劃修建一條到西藏的鐵路，其政治、軍事、經濟的重大意義是不言而喻的。1954年起，随着川藏公路、青藏公路、新藏公路、滇藏公路陸續建成，通往西藏的铁路建设也随之开始计划。1955年，中國铁道部就派铁道兵、铁路专家等工程人員進行勘查。勘察結果表明，青藏線（青海至西藏）方案比其他滇藏（雲南至西藏）、川藏（四川至西藏）、新藏（新疆至西藏）、甘藏（甘肅至西藏）等線路為易，原因是青藏线的路线长度最短，沿线建筑环境较其他路线好，除了地势较平缓、桥隧比例较低外，投資額也因此为几个方案中最低的。同年，经由青海省进入西藏的方案正式敲定，青藏鐵路建設工程局成立。 1958年9月，青藏鐵路一期工程（青海省西寧至格爾木）段開工建設，同時展开青藏铁路二期工程（格爾木至拉薩段）大規模全面勘測。然而由於当时工程技術水平和經費所限，又受大躍進的失败影响，国家财政亦处于困难阶段，1961年3月，青藏铁路建设工程被迫暂停。
1973年毛澤東會見尼泊爾國王比蘭德拉時說：「青藏鐵路修不通，我睡不著覺。」青藏鐵路建设再次上马，并获周恩来及邓小平直接批示。1974年1700名工程技術人員再到青海進行研究，同时6.2萬名鐵道兵到青海省开始“青藏鐵路一期工程建设大会战”，但由於文化大革命期間中國國力匱乏，建设进度缓慢。文化大革命完结後，1979年，全长845公里的青藏鐵路一期工程（西寧到格爾木南山口段）修通，1984年7月30日正式通车营运。但二期工程因冻土、高原缺氧等困难，于1978年再次停工，此后20年一直無法開工。而青藏铁路西寧到格爾木段成为中国第一段开通的高原铁路，沿线大部分位于海拔3000米以上，自通车以后一直是货物进出西藏的重要通道。
1994年7月19日，在第三次西藏工作座談會上，中共中央總書記江澤民明確提出：“抓緊做好進藏鐵路建設的前期準備工作。”随后鐵道部再次進行進藏鐵路的選線論證工作，最后依然选定青藏铁路的方案。 1999年，随着西部大开发展开，进藏的铁路重新受到注意。2000年5月，總投資7.4億元的青藏鐵路西寧至格爾木段擴能改造工程动工。2000年11月，时任中共中央总书记、国家主席江泽民對建設青藏鐵路作了重要批示：“修建青藏鐵路是十分必要的，對發展交通、旅游、促進西藏地區與內地的經濟文化交流是非常有利的。我們應該下決心盡快開工修建。這是我們進入新世紀應該作出的一個大決策。”同年12月，铁道部及国家计委正式向國務院上報青藏鐵路項目建議書。2001年2月8日，时任國務院總理朱鎔基表示，中国已经有一定的经济和科技实力，而且对高原冻土已有可行的解决方案，青藏铁路建设条件已经成熟。2001年3月，青藏铁路建设项目正式被列入《中華人民共和國國民經濟和社會發展第十個五年計劃綱要 （页面存档备份，存于）》。
2001年6月29日，時任國務院總理的朱鎔基在格爾木南山口——青藏鐵路二期工程起點，宣布正式開始修建青藏铁路二期工程（格尔木至拉萨段），3万多名建设人员进驻高原，总投资330.9亿元人民币，青藏铁路的建设资金全部由国家出资，其中75％是国家财政部支付，另外25％资金使用铁路建设基金。青藏线其中一个重点工程——风火山隧道，2001年10月开工，2002年10月贯通，2003年9月竣工。2005年10月12日，全長1142公里的青藏鐵路二期工程完成，同时青藏鐵路全線貫通，同年10月15日，青藏鐵路全線鋪通慶祝大會在拉萨站舉行。2006年7月1日，青藏鐵路全線通車，当天同时在拉萨及格尔木两地举行了“青藏铁路通车庆祝大会”，时任中共中央总书记、国家主席胡锦涛参加通车仪式并为首列进藏列车——青1次剪彩。2006年10月1日和10月2日，上海→拉萨与广州→拉萨列车，分别开始运行，2006年10月4日和10月5日，拉萨→上海和拉萨→广州列车分别开始运行。

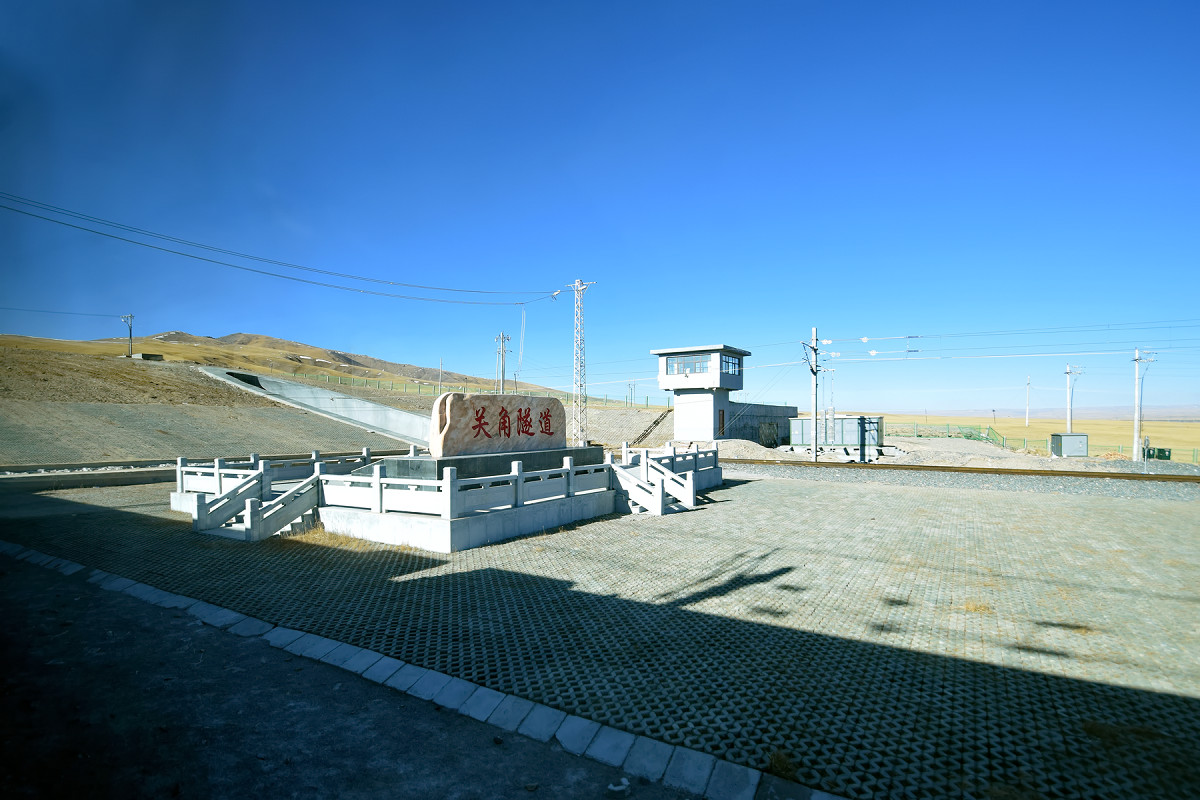
新关角隧道

2005年格尔木至拉萨段尚未开通之时，在西宁至格尔木的部分路段（约474公里）就进行了病害整治和增建第二线的建设；2007年9月6日，西宁至格尔木段的其余356公里路段也开始扩能改造工程，增建第二线并进行电气化改造，总投资105.57亿元人民币，计划2012年9月30日前完成。建成以后，西宁至格尔木段全线834公里将成为Ⅰ级双线电气化铁路，旅客列车运行速度最高达160公里/小时，年货运能力达5000万吨。至2008年12月24日，青藏鐵路西宁至格尔木段二線中的關鍵路段——連湖至浩魯格段雙線開通，但直到2014年12月28日全長32.6公里新关角隧道投入使用後，西宁至格尔木的路段增建第二线的建设才正式全部啟用。
2007年7月8日，青藏鐵路在试运营一年后正式通過國家驗收，一年内青藏鐵路累計運送旅客260多萬人、貨物1300多萬噸。

### 扩能改造
2008年5月，总投资13亿多元青藏铁路西宁到格尔木段电气化工程开工建设。西宁到格尔木段铁路全长834公里，按照“建成一段、开通一段、运营一段”的原则，青藏铁路公司把西宁到格尔木段电气化分为西宁到哈尔盖、哈尔盖到格尔木两个区段分步开通。2011年5月，西宁到哈尔盖区段开通运营；同年6月29日，青藏铁路西宁到格尔木段电气化全线开通。
2016年3月1日，青藏铁路格尔木至拉萨段扩能改造工程开工。此项工程项目包括新增13个车站，总数由原来的45个增加到58个，延长8处既有站到发线有效长度，对拉萨西货场进行升级改造，并为电气化改造做准备。列车增开5对，货物列车运行时间压缩2小时，运输能力将提升80%。2018年8月30日，格拉段扩能改造主体工程完工。
2022年6月，西宁至格尔木段提质工程、青藏铁路格尔木至拉萨段道岔更换和信号系统改造工程进入施工阶段。提质工程对既有兰青线西宁至西宁西段、青藏线西宁西至格尔木段既有线路冻害、盐渍土病害等路基病害进行整治；对旅客发送量较大的湟源、海晏、乌兰、德令哈等中间站进行客运设施补强，并在海晏站新建客运站房、德令哈站扩建站房及配套设施；对西宁动车运用所进行适应性改造，满足动力集中型动车组检修作业；对沿线问题桥涵进行改造，并在现状线路基础上开行时速160公里的动力集中型动车组。格尔木至拉萨段改造包括32处车站的126组50公斤/米正线道岔更换为60公斤/米道岔，和全线56个车站的配套实施信号系统、通信、电力、房建等改造工程。改造完成后将进一步提升设施设备质量，确保运输安全。同月下旬，青藏铁路格拉段计劃實施电气化工程，总工期3年，项目估算总投资148.4亿元，其中西藏段72.06亿元。青藏铁路格拉段电气化改造工程覆盖青藏铁路格拉段正线长1136.338公里、除拉萨站外的其余32处车站到发线有效长度延长至850米，并对安多、那曲、当雄3处车站客运设施改造，以满足動車組的停站需求。10月30日，格拉段改造主体工程完工。

### 工程难题

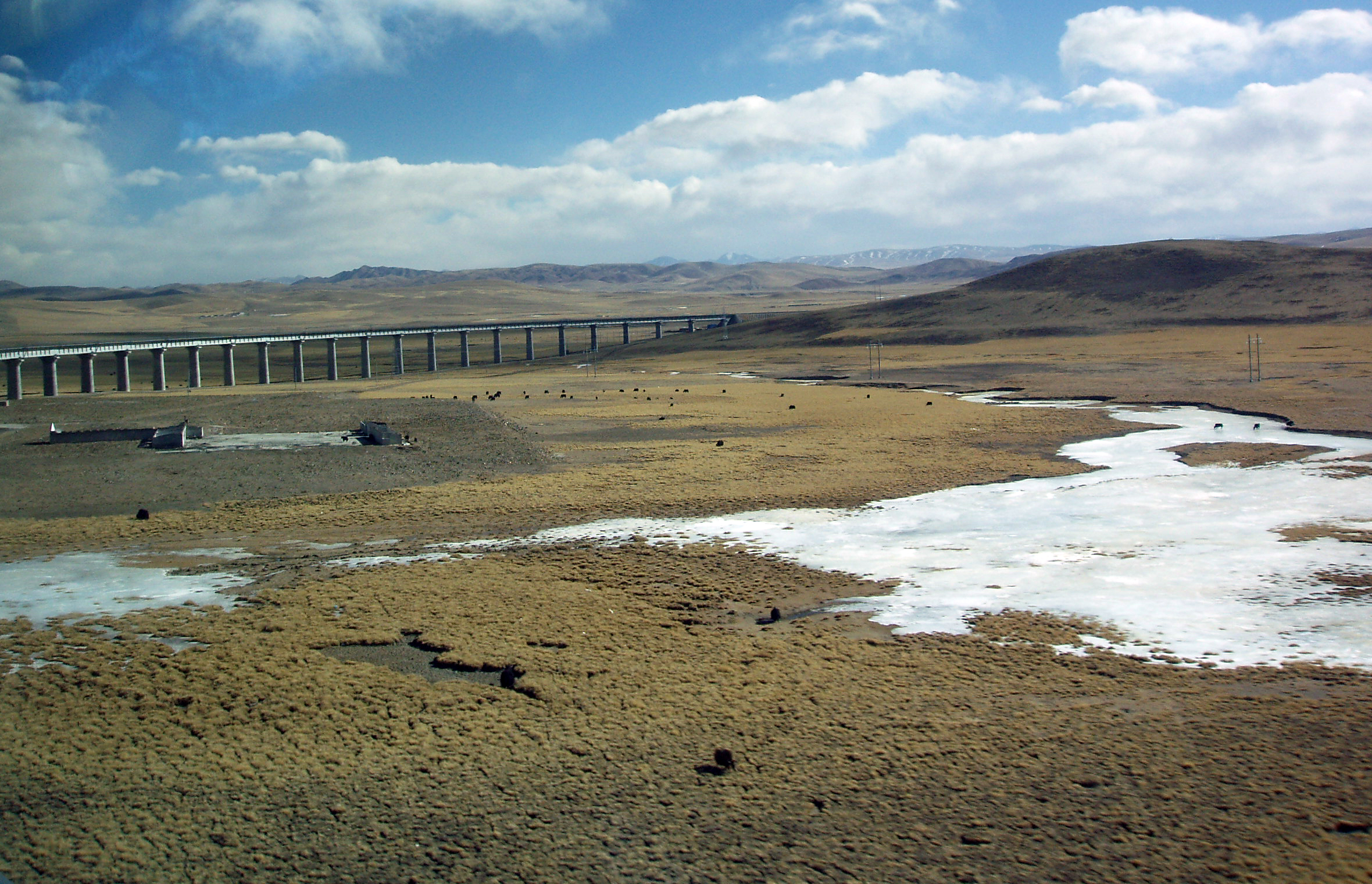
在冻土地区大规模使用“以桥代路”

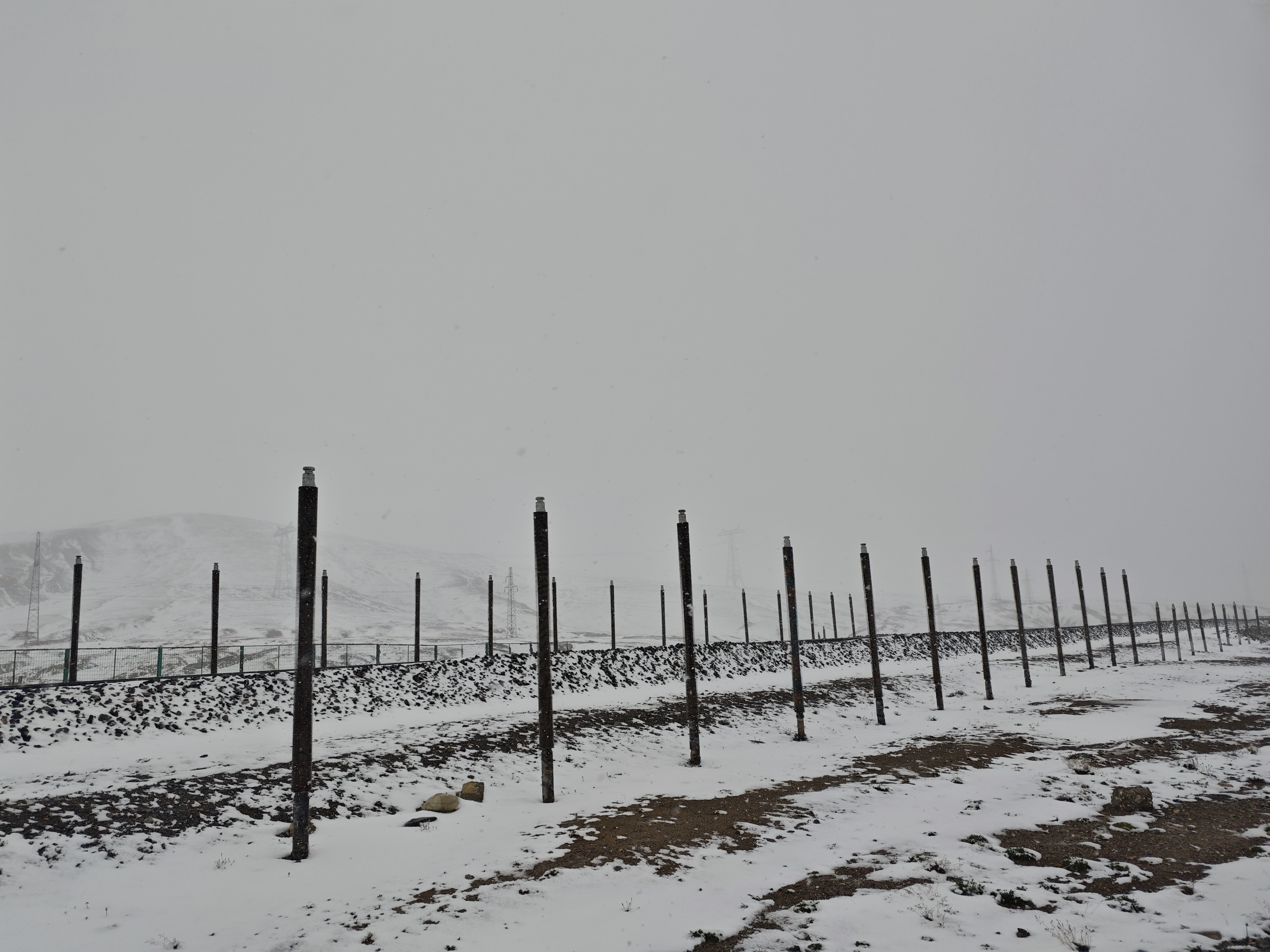
插灌有液氨的熱導管的青藏铁路昆仑山口段

青藏铁路沿线地质情况十分复杂，海拔4000多米以上路段共佔960公里，年连续冻土的地段有550公里，还有部分地段为岛状冻土及深季节冻土的地段。在这里修铁路有几大难题：
- 高寒缺氧：青藏铁路沿线年平均气温在0℃以下，气温最低可达−40℃。每吸一口气得到的氧气只有平地上的40%左右。为避免恶劣环境危害施工人员安全，青藏线沿途建立了高压氧舱，和17座製氧站。施工期间未发生一例高原病死亡事故。
- 多年冻土：这里的冻土不像美国阿拉斯加的那样常年不化，而是在夏天地表冻土就融化成烂泥。青藏鐵路相应采取的設計準則為“主動降溫、冷卻地基、保護凍土”，尽量绕避有不良冻土现象的地段，建桥墩直通地底深处的高架桥、长达111公里的片石通风路基、路基上插灌有液氨的熱導管和水平的通风水泥管、路基上覆盖遮阳板等。
- 生态脆弱：铁路选线尽量避开野生动物栖息、活动区域，沿途修建了33个野生动物迁徙的通道。路基附近进行了草皮移植。
- 地震带：唐古拉山地区是地震高发地区。铁路沿途修建了几十个自动地震监视器。

### 後續建設
鐵路建成後，將投資人民幣數百億元，以拉薩為中心向外輻射興建三條支線：拉薩至林芝（之后通向四川成都及云南昆明）、拉薩至日喀則、日喀則至中印边界的亞東的支線，规划在青藏铁路建成后十年內全部建成通車。2014年8月15日，拉日铁路通车。2021年6月25日，拉林铁路通车。
此外，敦煌铁路與青藏鐵路對接的敦格铁路，也已于2019年12月18日全线通车。
在“十四五”期间，青藏铁路格尔木至拉萨段预计将进行电气化改造。

### 世界纪录
- 青藏铁路是世界上海拔最高、线路最长的高原铁路。最高點位在海拔5072公尺的唐古拉山口，號稱是離天堂最近的鐵路。
- 世界上海拔最高的火车站—唐古拉站，海拔5068.63米。
- 世界上海拔最高的冻土隧道—风火山隧道，海拔4905米，全长1338米。
- 世界上最长的高原冻土隧道—昆仑山隧道，海拔4648米，全长1686米。
- 世界上建在冻土地段上最长的铁路桥—清水河大桥，全长11.7公里。

## 事故和意外
- 2006年8月1日，一名77歲高齡、患肺水腫的旅客乘坐拉薩開往西寧的N918次途中，因高原反應引發心臟病死亡[46]。
- 2006年8月29日13時，重慶至拉薩T223次旅客列車行至措那湖站時餐車脫線，導致其它列車晚點，有4000多人受影響。至18時，青藏鐵路恢復正常行車[47]。
- 2008年1月30日10時，受南方惡劣天氣影響，乘坐28日由廣州發往拉薩的T265次列车的旅客，晚點50多個小時才到達拉薩，並連帶取消了於1月30日早上10時開往廣州方向的T266次列车發車時間，由於時正春運，受影響旅客約400人，其中138人被安排於2月1日的列車回鄉[48]。
- 2012年6月7日9时12分，57907次列车运行至青藏铁路青海境内德令哈地区连湖至欧龙山间下行线K582+740米处时，撞向正在铁路线上作业的3名在职职工，造成其中2人当场死亡，1人在送往医院的途中死亡[49]。
- 2013年10月23日晚上，一列備用車因溜逸，至格爾木東站近K806+890米處，與7581次列車相撞，造成1死50多人傷。[50]

## 影响

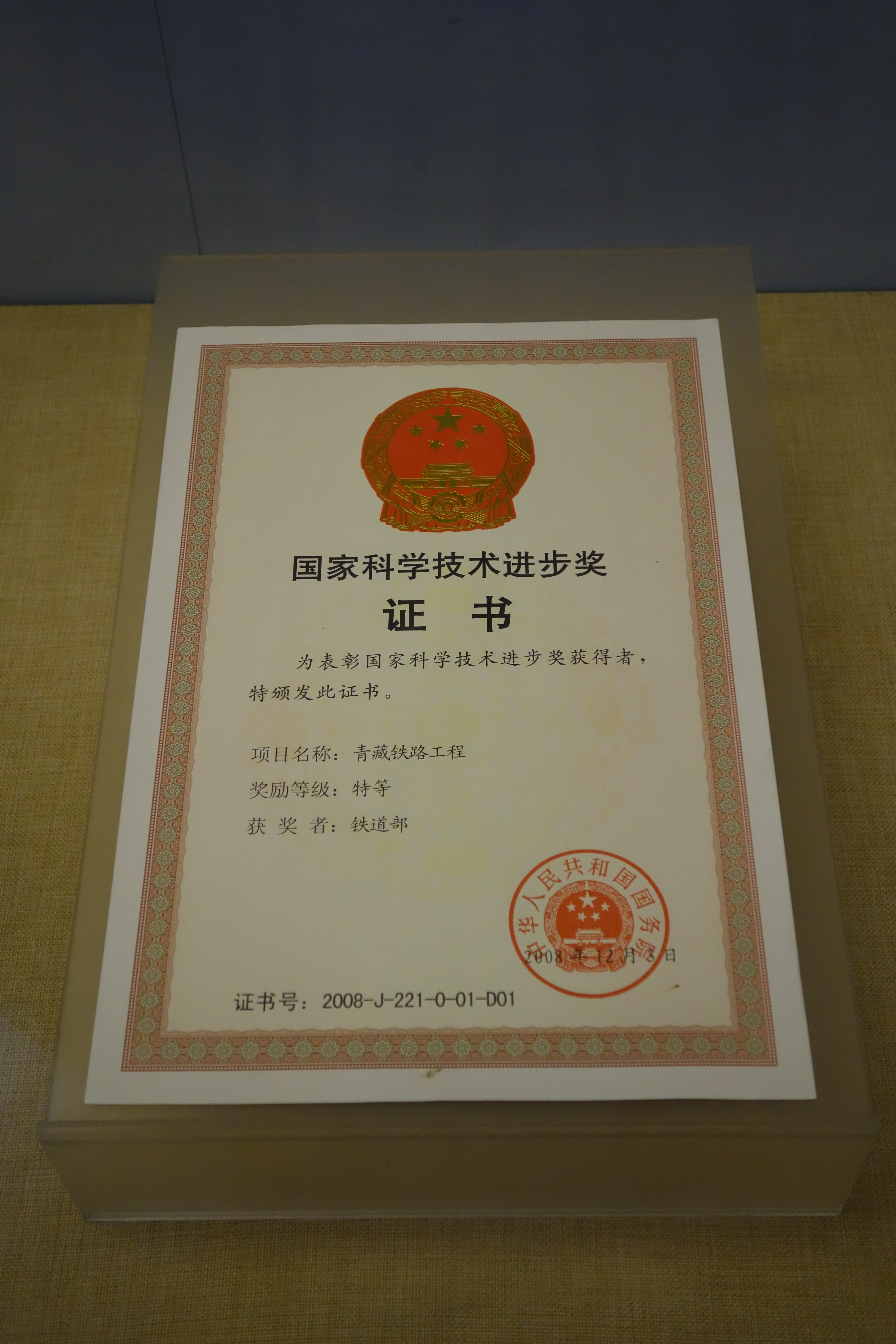
青藏铁路获國家科學進步獎證書

### 生物
为了最大限度地降低对于藏羚羊等野生动物的原有生活环境的影响，青藏铁路全线共设置野生动物通道33处，沿线路方向累计宽度近60公里。沿线还设有大量的桥梁、低路堤及家畜通道可供野生动物通行。路基附近进行了草皮移植。
中国政府表示青藏铁路开通后，更多的西藏居民可以烧煤作燃料，而保护了当地的树木。

### 环境
由于青藏线的列车入藏后全程封闭供氧，旅客無法打开车窗，所以旅客乱扔垃圾的问题不会出现。青藏铁路沿线各个站台都有垃圾站，所有垃圾一概运到格尔木处理。每輛載客車卡設有污水收集缸，到達車站後才以污水車抽走。

### 藏民
時任西藏自治區主席向巴平措表示，青藏鐵路將給西藏農牧民帶來更多就業機會。隨著經濟社會的發展，特別是青藏鐵路開通，西藏將會湧現更多的服務行業，這將進一步拓寬當地群眾就業門路、提供更多的就業崗位。同时由于铁路的建成，藏民去内地就业和或者接受教育也更加方便。
另一方面，主张西藏独立的西藏流亡政府及部分流亡藏人認為，鐵路建成後漢人會大量湧入西藏，西藏的文化將會受漢化侵蝕，同時亦會使西藏耕地流失。同時亦批評中共藉修建青藏鐵路來加強對西藏的控制。

### 藏语
青藏铁路开通后，部分铁路运输相关词汇成为藏语中的新词，其中“火车”一词在藏语中被规范为མེ་འཁོར་（me 'khor）。

### 南亚
青藏鐵路的建成使尼泊尔和中国大陸的货物运输所需时间大幅缩短。在未来如果到中、尼边境的铁路如果得以修建的话将更便于尼泊尔和东亚及世界其他地区的交流。所以尼泊尔对青藏鐵路的建成表示欣喜。
印度在对青藏鐵路的建成表示祝贺的同时，显然也对中国大陸就此加强在西藏的军力而有所担忧。而印度亦擬提议和中国大陸修建从西藏到加尔各答的跨国铁路。

## 相关作品
- 歌曲《天路》
- 電影《青藏線》
- 电视剧《雪域天路》
- 纪录片《天路故事》，中央电视台纪录频道已播出

## 外部連結
- 青藏鐵路網（页面存档备份，存于）
- (PDF). 西藏自治区人民政府. 2019-06-25  [2020-07-09]. （原始内容 (PDF)存档于2020-07-09）.
- 青藏铁路全线通车——搜狐新闻（页面存档备份，存于）
- 莫不言. 西藏的發展爭議（页面存档备份，存于）. 獨立媒體
- 莫不言. 一些「青藏鐵路」的不同意見及報導（页面存档备份，存于）. 獨立媒體
- 李育成. 認識青藏鐵路：積極作用與不利影響並存（页面存档备份，存于）. 獨立媒體
- 達賴喇嘛姪兒凱度頓珠：中國二次侵藏（页面存档备份，存于）
- 中國緊抓西藏，衝擊南亞戰略局勢 （页面存档备份，存于）
- 揭秘青藏铁路环评报告：积极作用与不利影响并存
- 青藏铁路对野生动物的真正影响刚刚开始
- 青藏铁路将怎样影响百姓生活？（页面存档备份，存于）
- Discovery: World's Highest Rail Track（页面存档备份，存于）